# محطة قطار وادي سلي
مَحطة وادي سلي هي محطة قطار جزائرية تقع في بلدية وادي سلي ، ولاية الشلف .

## موقع في السكك الحديدية
تَقع المحطة على خط الجزائر - وهران ، حيث تسبقها محطة الشلف وتتبعها محطة بوقادير .

## خدمة الركاب

### خدمة
تخدم محطة وادي سلي القطارات الإقليمية على خط وهران - الشلف .

## أنظر أيضا

### مَقالات ذات صلة
- خط من الجزائر إلى وهران
- قائمة محطات القطارات في الجزائر

### رَوابط خارجية
- "SNTF". Société nationale des transports ferroviaires (SNTF). مؤرشف من الأصل في 2025-06-02..

قالب:Desserte gare/début
قالب:Desserte gare
قالب:Desserte gare/fin